# Los Gatos
Los Gatos er en by i Santa Clara County i Californien, USA. Navnet Los Gatos betyder "kattene" på spansk.
Der var 30.391 indbyggere i Los Gatos i 2013. Ifølge Bloomberg Businessweek er Los Gatos den 33. rigeste by i USA. Byen ligger i San Francisco Bay Area sydvest for San Jose ved foden af Santa Cruz-bjergene. Los Gatos er en del af Silicon Valley, og der er adskillige hightech-virksomheder i byen. Den kendteste er streamingvirksomheden Netflix som har hovedkontor i Los Gatos.

## Historie
Byens startede med opførelsen af kornmøllen "Forbes Mill" ved vandløbet Los Gatos Creek af James Alexander Forbes i 1854. Bebyggelsen omkring møllen var oprindeligt opkaldt efter møllen, men navnet blev senere ændret til Los Gatos. Byen blev oprettet som en selvstændig kommune (engelsk: incorporated) i 1887. I 1800-tallet var Los Gatos en vigtig by for tømmerindustrien i Santa Cruz-bjergene. I starten af det 20. århundrede var byen primært en landbrugsby med dyrkning af abrikoser, vindruer og sveskeblommer. I 1920'erne fik byen lokalt et ry for at være en kunstnerkoloni som tiltrak malere, musikere, forfattere, skuespillere og bohemer. Violinisten Yehudi Menuhin boede der som dreng, skuespillerne Joan Fontaine og Olivia de Havilland som er søstre, dimitterede fra Los Gatos High School, John Steinbeck skrev Vredens druer der (stedet tilhører nu nabokommunen Monte Sereno), og beat-helten Neal Cassady boede der i 1950'erne. Sammen med det meste af Santa Clara Valley blev Los Gatos et forstadsområde til San Jose i begyndelsen af 1950'erne, og byens areal var stort set fuldt bebygget i 1980'erne.
Centrum i Los Gatos har bevaret og restureret mange boliger og erhvervsbygninger i viktoriansk stil. Andre notable bygninger er annekset til Forbes Mill fra 1880 som nu huser et historisk museum, Los Gatos High School (gymnasium) fra 1920'erne og Old Town Shopping Center som tidligere var University Avenue School (skolen blev etableret i 1882 og dens nuværende bygninger er fra 1923).
Et antal murstensbygninger i centrum blev helt ødelagt eller svært beskadiget ved Loma Prieta-jordskælvet i 1989, men området blev hurtigt genopbygget.

### Olie-boom
Mellem 1891 og 1929 blev der lavet omkring 20 olieboringer i og omkring Los Gatos hvilket startede et mindre olieboringsboom. Omkring 1861 blev der opdaget små mængder olie i vandløb, kilder og brønde i Santa Cruz-bjergene i nærheden af Moody Gulch ca. 6 km syd for Los Gatos Post Office. Det resulterede i en intens olieeftersøgning. Der blev lavet mange olieboringer, og Moody Gulch-oliefeltet blev etableret. Moody Gulch-oilefeltet levede dog aldrig til forventningerne og blev opgivet i 1938 efter en samlet produktion på omkring 98.000 tønder olie og 1,25 millioner m³ naturgas. I 1891 blev der også fundet olie i en kilde ved San Jose Road (nu Los Gatos Boulevard) omkring 3 km nordøst for Los Gatos Post Office. Der blev ikke indledt en kommerciel udnyttelse der, men små mængder olie blev udvundet af lokale beboere til brug som brændstof, smøreolie og vejbelægning.